# Giorgio Graziosi
Giorgio Graziosi (Sansepolcro, 1911 – Roma, 1966) è stato un critico musicale italiano.

## Biografia
Cresciuto in una famiglia di musicisti (suo padre Antonio aveva suonato con Pietro Mascagni e Riccardo Zandonai), diplomato al Conservatorio di Pesaro, iniziò come autore di monografie su Wagner e Liszt e poi collaborò con riviste specializzate tra cui La Fiera Letteraria, Ulisse, Emporium.
Dal 1946 al 1952 è stato critico musicale dell'Avanti!. In quegli stessi anni redasse voci per il Dizionario delle Opere (Bompiani), l'Enciclopedia della Musica (Ricordi), e fu condirettore dell'Enciclopedia dello spettacolo.
Ha pubblicato con Einaudi il saggio L'interpretazione musicale, e con Ricordi Introduzione all'ascolto. Consulente dell'Accademia Filarmonica Romana, ha curato per essa il volume L'Accademia Filarmonica nella vita musicale romana (1821–1964). Come Capo dell'Ufficio studi del centro didattico nazionale per l'istruzione artistica, fu sceneggiatore di documentari musicali, collaborò ai dischi Angelicum per l'insegnamento della musica, fu curatore di corsi per la preparazione degli insegnanti di Educazione musicale nonché collaboratore della Rai-Tv.
Nel 2020 è uscito postumo il suo libro Il violino e la sua nobile famiglia, Bordeauxedizioni (coautore Stefano Graziosi)

## Opere
- Musica - Letteratura. Gli stilisti, 1937
- Riccardo Wagner, Arione, 1940
- Francesco Liszt, Arione, 1940
- Due postille su Aida, 1961
- L'Accademia Filarmonica nella vita musicale romana (1821–1964),1964
- Introduzione all'ascolto, Ricordi, 1965
- L'interpretazione musicale, Einaudi, 1967 (tre ristampe)
- Il violino e la sua nobile famiglia, Bordeauxedizioni, 2020 (postumo, con Stefano Graziosi)

| Controllo di autorità | VIAF (EN) 30772324 · ISNI (EN) 0000 0000 6146 773X · SBN CUBV172184 · BAV 495/281236 · LCCN (EN) n00075858 · GND (DE) 1257635727 |